# Arthur Murray (3e vicomte Elibank)
Arthur Cecil Murray (27 mars 1879-5 décembre 1962) est un officier de l'armée britannique et un homme politique .

## Biographie
Murray est le quatrième fils du 1er vicomte Elibank de Selkirkshire et de sa femme Blanche Alice Scott de Portsea, Portsmouth, Hampshire . La famille déménage à Dresde en Allemagne en 1886, et il reçoit sa première éducation dans la ville. Il entre à l'Académie royale militaire de Sandhurst et est nommé sous-lieutenant dans l'Indian Staff Corps le 20 juillet 1898. Il est promu lieutenant à part entière en 1900. La même année, il devient aide de camp du lieutenant-gouverneur du Bengale, Sir John Woodburn . Il fait partie de la force internationale qui est intervenue pour réprimer la révolte des Boxers en Chine en 1900 et commande une compagnie d'infanterie montée, protégeant le chemin de fer Sinho-Shanhaikwan. Il sert ensuite sur la frontière du Nord-Ouest et à Chitral. En 1907, il est promu capitaine du 5e régiment de fusiliers gorkhas (armée indienne).
En mars 1908, John William Crombie, député du Kincardinshire, meurt et Murray est choisi par le Parti libéral pour se présenter à l'élection partielle. Il remporte le siège et reste député du Kincardineshire puis de Kincardine et Aberdeenshire West, jusqu'en 1923 ,. De 1910 jusqu'au déclenchement de la guerre en 1914, il est secrétaire parlementaire privé de Sir Edward Grey, secrétaire d' État aux Affaires étrangères.
Il sert pendant la Première Guerre mondiale en France et en Belgique de 1914 à 1916 avec le 2e King Edward's Horse, est mentionné dans les dépêches et reçoit l'Ordre du Service distingué en 1916 . Il est attaché militaire adjoint à Washington de 1917 à 1918 et reçoit l'Ordre de Saint-Michel et Saint-Georges en 1919. Bien que membre du Parti libéral qui fait partie du gouvernement de coalition, Murray devient un critique sévère de la politique menée par le premier ministre, David Lloyd George . Il perd son siège aux élections générales de 1923.
Après la perte de son siège à la Chambre des communes, il continue à s'intéresser activement à la politique, en particulier à la politique étrangère, et écrit un certain nombre de livres et de brochures sur le sujet ,. Il devient directeur du London and North Eastern Railway de 1923 à 1948 et du stade de Wembley. Lorsque le Parti libéral se divise pour soutenir le gouvernement national en 1931, Murray reste d'abord avec la principale section du parti dans l'opposition, mais rejoint les libéraux nationaux en 1936.
En 1951, il accède à deux titres : vicomte d'Elibank et Lord Elibank d'Ettrick Forest, à la suite du décès de ses frères aînés . Il est membre de la Compagnie royale des archers. En 1931, il épouse l'actrice Faith Celli. Le couple n'a pas d'enfants et elle est décédée en 1942.
Il meurt en décembre 1962. À sa mort, le titre de Lord Elibank et le titre de baronnet passent à son parent James AFC Erskine-Murray (arrière petit-fils du septième Lord Elibank), la vicomté s'éteignant .